# Sant Pere Orsèol de Cuixà
Sant Pere Orsèol de Cuixà era una capella moderna que substituí una antiga ermita situada en terres de Sant Miquel de Cuixà, del terme comunal de Codalet, a la comarca del Conflent, de la Catalunya del Nord.
És a prop al sud-est de l'abadia de Cuixà. És el lloc on s'inicià la vida eremítica prèvia a la fundació de l'abadia.
Quan la capella moderna, que fou construïda als segles xvii - XVIII, fou enderrocada, a la dècada dels 80 del segle xx, es troba la fonamentació d'un espai rectangular, a l'interior del qual hi havia un bloc de pedra gros, amb el començament d'una tomba, probablement inacabada, incisa a la roca. No és segur que fos el lloc on feu vida eremítica Pere Orsèol, però sens dubte correspon a aquest tipus de vida, tan freqüent en aquest lloc a finals de l'alta edat mitjana.